# 凱瑟帕特山
46°58′16″N 12°18′12″E / 46.971111°N 12.303270°E

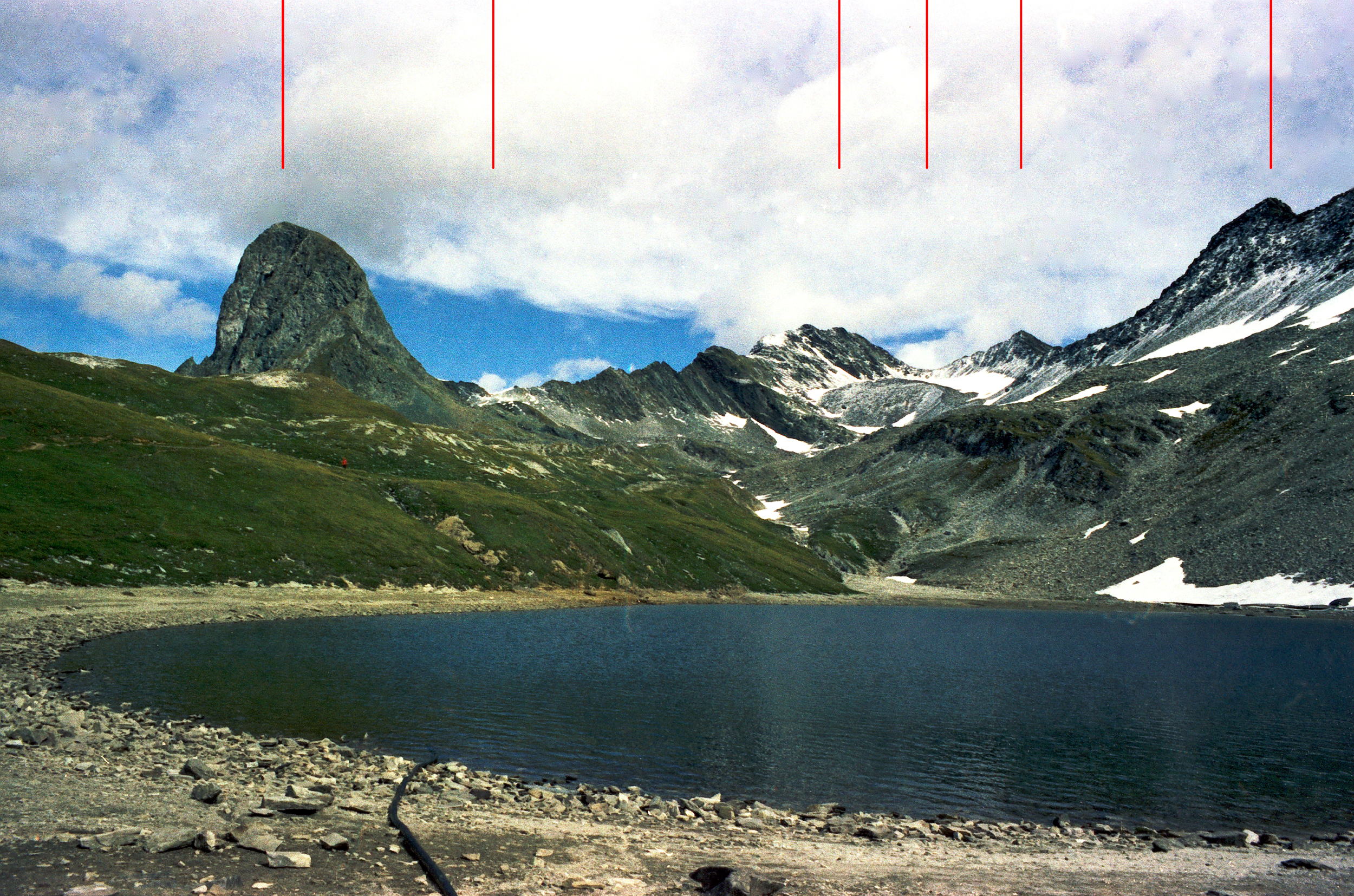

凱瑟帕特山（德語：Kesselpater），是奧地利的山峰，位於該國西部，由蒂羅爾州負責管轄，屬於維內迪傑山脈的一部分，海拔高度2,985米，人類在1896年首次登頂。